# Fédération Béninoise de Basketball
La Fédération Béninoise de Basketball è l'ente che controlla e organizza la pallacanestro in Benin.
La federazione controlla inoltre la nazionale di pallacanestro del Benin. Ha sede a Cotonou e l'attuale presidente è Célestine Adjanonhoun.
È affiliata alla FIBA dal 1962 e organizza il campionato di pallacanestro beninense.